# 卡罗奈特变色龙
卡罗奈特变色龙（学名：chamaeleo caroliquarti），是一种已灭绝的变色龙，它们生存于渐新世的中欧，约2600万年前，是已知最早的变色龙。